# Amortissement dérogatoire
L'amortissement dérogatoire est un amortissement comptable ne correspondant pas à une dépréciation mais à une option fiscale qui permet de comptabiliser en charge exceptionnelle un complément de déduction fiscale, les premières années de l'amortissement du bien, afin de réaliser une subvention déguisée remboursable.
Ce complément est repris les dernières années de l'amortissement ce qui donne en fin de vie : Amortissement comptable = Amortissement fiscal (en supposant que la base amortissable soit la même en comptabilité et en fiscalité).

## Enjeux de l'amortissement dérogatoire
L'étude des amortissements comptables peut être complexifiée. En effet, l'amortissement comptable peut être différent de l'amortissement fiscal. Cette différence provient de la durée d'amortissement, du montant amortissable, du mode d'amortissement (ou de plusieurs de ces raisons) qui peut différer en comptabilité et en fiscalité.
Pour passer de la comptabilité à la fiscalité, deux possibilités existent : passer des écritures comptables (exemple : amortissement dérogatoire) ou passer des retraitements extra-comptables (exemple : reprise d'une partie de l'amortissement d'un véhicule de tourisme, car la base amortissable en fiscalité est plafonnée à 18 300 euros).

## Démarche de comptabilisation de l'amortissement dérogatoire
Les dotations aux amortissements constituent des charges déductibles de l'assiette de l'impôt. Cependant, les règles de calcul des amortissements prescrites en France par le code général des impôts diffèrent sensiblement des règles édictées par le plan comptable général. C'est ainsi que la durée d'amortissement fiscal est une durée d'usage conventionnelle alors que la durée comptable doit coïncider avec la durée réelle d'utilisation de l'élément amorti. Les amortissements fiscaux sont donc généralement différents des amortissements comptables. Lorsque les amortissements fiscaux sont supérieurs aux amortissements comptables, ces derniers sont complétés en comptabilisant pour la différence, des amortissements dits « dérogatoires ». Les amortissements dérogatoires apparaissent au passif du bilan parmi les provisions réglementées contrairement aux amortissements comptables normaux qui figurent en soustraction de la valeur brute de l'élément d'actif amorti.
En cas de déficit ou de résultat inférieur au montant de la dotation aux amortissements, l'amortissement fiscal est reportable sur les bénéfices des futurs exercices. Cette possibilité de différer les amortissements fiscaux est soumise à de strictes conditions, notamment de forme. Un amortissement fiscal est régulièrement différé quand il respecte ces conditions ; il est alors déductible du résultat. Dans le cas contraire, il s'agit d'un d'amortissement irrégulièrement différé.
En France, dans le cas d'un amortissement fiscal (le cumul) supérieur à l'amortissement comptable, l'enregistrement suivant :
| Compte                                  | Intitulé                                 | Débit | Crédit |
| --------------------------------------- | ---------------------------------------- | ----- | ------ |
| 68111/68112 (corporelles/incorporelles) | Dotation aux amortissements dérogatoires | …     |        |
| 145                                     | Amortissements dérogatoires              |       | ...    |

Une reprise doit être enregistrée lorsque l'amortissement comptable (le cumul) devient supérieur à l'amortissement fiscal.
| Compte  | Intitulé                                | Débit | Crédit |
| ------- | --------------------------------------- | ----- | ------ |
| 145     | Amortissements dérogatoires             | ...   |        |
| 78725.. | Reprise des amortissements dérogatoires |       | ...    |